# Rivierbodemkruiper
De rivierbodemkruiper (Uncinais uncinata) is een ringworm uit de familie Naididae. De wetenschappelijke naam van de soort werd in 1842 gepubliceerd door Anders Sandøe Ørsted als Nais uncinata.
De rivierbodemkruiper is een onopvallende ringwormpje die met name wordt gevonden langs de grote rivieren, in stadskanalen en in de litorale zone van meren en in beken.